# Olivera (Uruguay)
Olivera ist eine Ortschaft im Westen Uruguays.

## Geographie
Olivera befindet sich im Norden des Departamento Salto in dessen Sektor 7. Der Ort liegt südöstlich von Migliaro und Las Flores sowie nordwestlich von Cayetano und südwestlich von Guaviyú del Arapey.

## Einwohner
Die Einwohnerzahl von Olivera beträgt 145 (Stand: 2011), davon 70 männliche und 75 weibliche. Für die vorhergehenden Volkszählungen der Jahre 1963, 1975, 1985, 1996 und 2004 sind beim Instituto Nacional de Estadística de Uruguay keine Daten erfasst worden.
| Jahr | Einwohner |
| ---- | --------- |
| 1996 | -         |
| 2004 | -         |
| 2011 | 145       |

Quelle: Instituto Nacional de Estadística de Uruguay